# Liga Narodów UEFA Kobiet (2025)/Grupa B3
W Grupie B3 Ligi Narodów Kobiet 2025 brały udział następujące zespoły:
- Finlandia
- Serbia
- Węgry
- Białoruś

## Tabela
| Lp. | Drużyna      | M | Mecze | Mecze | Mecze | Bramki | Bramki | Bramki | Pkt |
| Lp. | Drużyna      | M | W     | R     | P     | +      | −      | +/−    | Pkt |
| --- | ------------ | - | ----- | ----- | ----- | ------ | ------ | ------ | --- |
| 1.  | Serbia (A)   | 6 | 4     | 2     | 0     | 7      | 1      | +6     | 14  |
| 2.  | Finlandia    | 6 | 3     | 2     | 1     | 8      | 2      | +6     | 11  |
| 3.  | Węgry        | 6 | 1     | 1     | 4     | 2      | 6      | −4     | 4   |
| 4.  | Białoruś (E) | 6 | 0     | 3     | 3     | 0      | 8      | −8     | 3   |

## Wyniki
| 21 lutego 2025 18:00 CET | Serbia · Damnjanović 43' (k) | 1:0(1:0)Raport | Finlandia | Serbian FA Sports Center, Stara Pazova Widzów: 280 Sędzia: Michaela Pachtova |
|                          |                              |                |           |                                                                              |

| 21 lutego 2025 20:00 CET | Białoruś | 0:2(0:0)Raport | Węgry · 57' Csiki · 78' Csányi | Stadion Lagator, Loznica Sędzia: Sandra Bastos |
|                          |          |                |                                |                                                |

| 25 lutego 2025 18:00 CET | Serbia | 0:0(0:0)Raport | Białoruś | Serbian FA Sports Center, Stara Pazova Widzów: 215 Sędzia: Olivia Tschon |
|                          |        |                |          |                                                                          |

| 25 lutego 2025 18:00 CET | Węgry | 0:1(0:1)Raport | Finlandia · 7' (k) Nyström | Hidegkuti Nándor Stadion, Budapeszt Widzów: 1 213 Sędzia: Hristiyana Guteva |
|                          |       |                |                            |                                                                             |

| 4 kwietnia 2025 17:00 CEST | Finlandia | 0:0(0:0)Raport | Białoruś | Stadio Silvio Piola, Novara (Włochy) Sędzia: Emanuela Rusta |
|                            |           |                |          |                                                             |

| 4 kwietnia 2025 20:00 CEST | Węgry | 0:1(0:0)Raport | Serbia · 69' Matejić | Alcufer Stadion, Győr Sędzia: Caroline Lanssens |
|                            |       |                |                      |                                                 |

| 8 kwietnia 2025 CEST | Białoruś | 0:3(0:1)Raport | Serbia · 24', 90+1' Matejić · 75' Ivanović | Stadio Silvio Piola, Novara (Włochy) Sędzia: Henrikke Nervik |
|                      |          |                |                                            |                                                              |

| 8 kwietnia 2025 17:30 CEST | Finlandia · Koivisto 18' · Sällström 39' · Franssi 88' | 3:0(2:0)Raport | Węgry | Tammelan Stadion, Tampere Widzów: 4 135 Sędzia: Angelika Soeder |
|                            |                                                        |                |       |                                                                 |

| 30 maja 2025 19:00 CEST | Serbia · Poljak 90+6' | 1:0(0:0)Raport | Węgry | Serbian FA Sports Center, Stara Pazova Sędzia: Kirsty Dowle |
|                         |                       |                |       |                                                             |

| 30 maja 2025 20:00 CEST | Białoruś | 0:3(0:1)Raport | Finlandia · 8' Franssi · 66', 73' Sällström | Szent Gellért Fórum, Segedyn (Węgry) Sędzia: Merima Čelik |
|                         |          |                |                                             |                                                           |

| 3 czerwca 2025 19:00 CEST | Finlandia · Lehtola 71' | 1:1(0:0)Raport | Serbia · 84' (sam.) Roth | Stadion Olimpijski, Helsinki Sędzia: Sandra Braz Bastos |
|                           |                         |                |                          |                                                         |

| 3 czerwca 2025 19:00 CEST | Węgry | 0:0(0:0)Raport | Białoruś | Szent Gellért Fórum, Segedyn Sędzia: Ana Maria Terteleac |
|                           |       |                |          |                                                          |

## Strzelczynie

### 3 gole
- Linda Sällström
- Nina Matejić

### 2 gole
- Sanni Franssi

### 1 gol
- Emma Koivisto
- Nea Lehtola
- Eva Nyström
- Jovana Damnjanović
- Miljana Ivanović
- Allegra Poljak
- Maaria Roth
- Diána Csányi
- Anna Csiki

### Gole samobójcze
- Maaria Roth (dla Serbii)